# Dorfkirche Berkenbrück

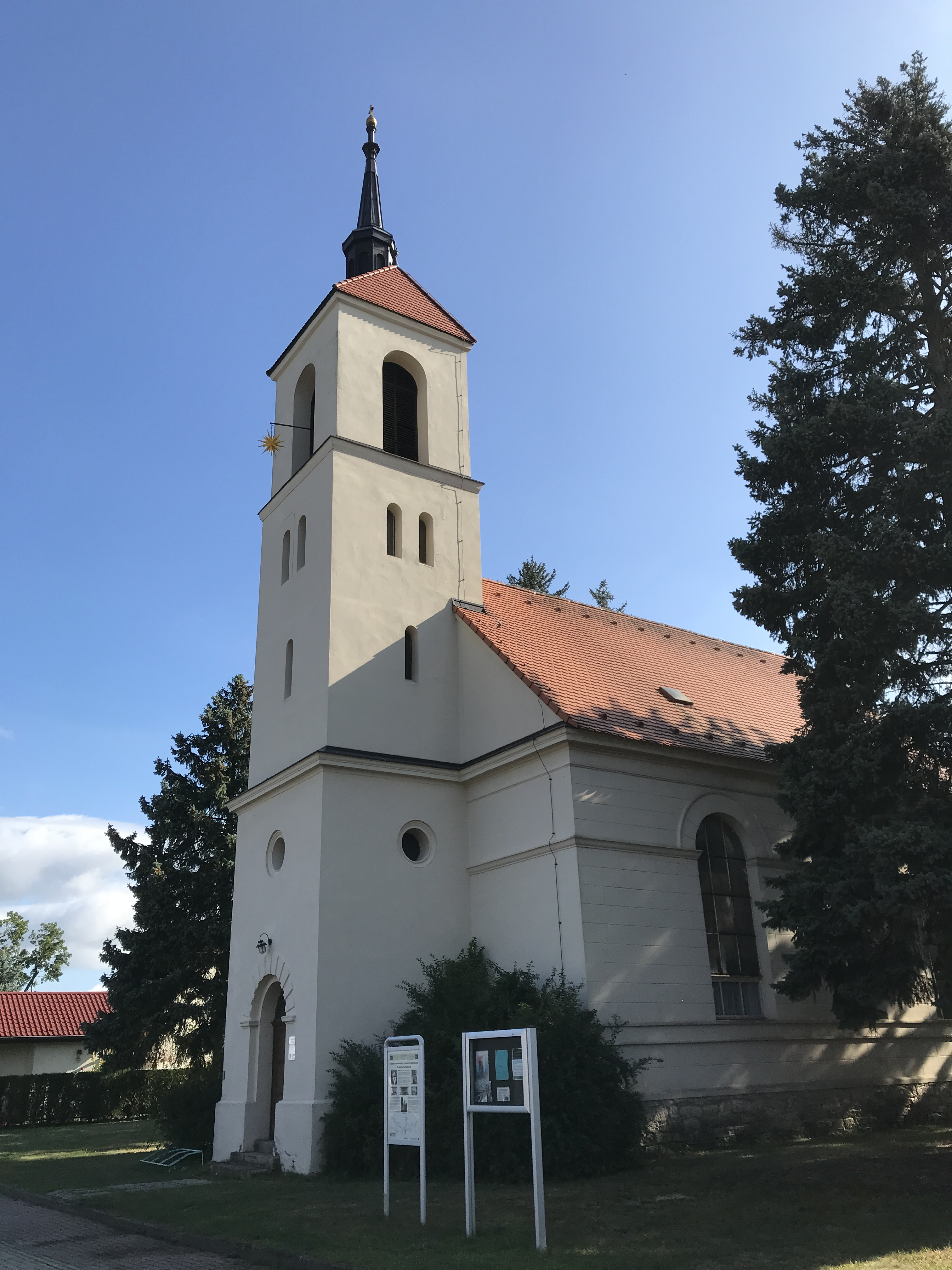
Dorfkirche Berkenbrück

Die evangelische Dorfkirche Berkenbrück ist eine Saalkirche aus dem Jahr 1832 im Rundbogenstil in Berkenbrück, einer Gemeinde im Landkreis Oder-Spree im Land Brandenburg. Die Kirchengemeinde gehört zum Kirchenkreis Oderland-Spree der Evangelischen Kirche Berlin-Brandenburg-schlesische Oberlausitz.

## Lage
Die Dorfstraße umspannt ellipsenförmig in Nord-Süd-Richtung den historischen Dorfanger. Dort steht die Kirche auf einem Grundstück, das nicht eingefriedet ist.

## Geschichte
Der Sakralbau entstand im Jahr 1832. In den Jahren 1869/1870 erweiterte die Kirchengemeinde den Bau um einen Westturm. Im Jahr 1912 sowie in den Jahren 1960/1970 erfolgten Restaurierungsarbeiten. 2008 wurde die alte Kirchturmspitze restauriert, die dem Bauwerk das historische Erscheinungsbild zurückgab.

## Baubeschreibung

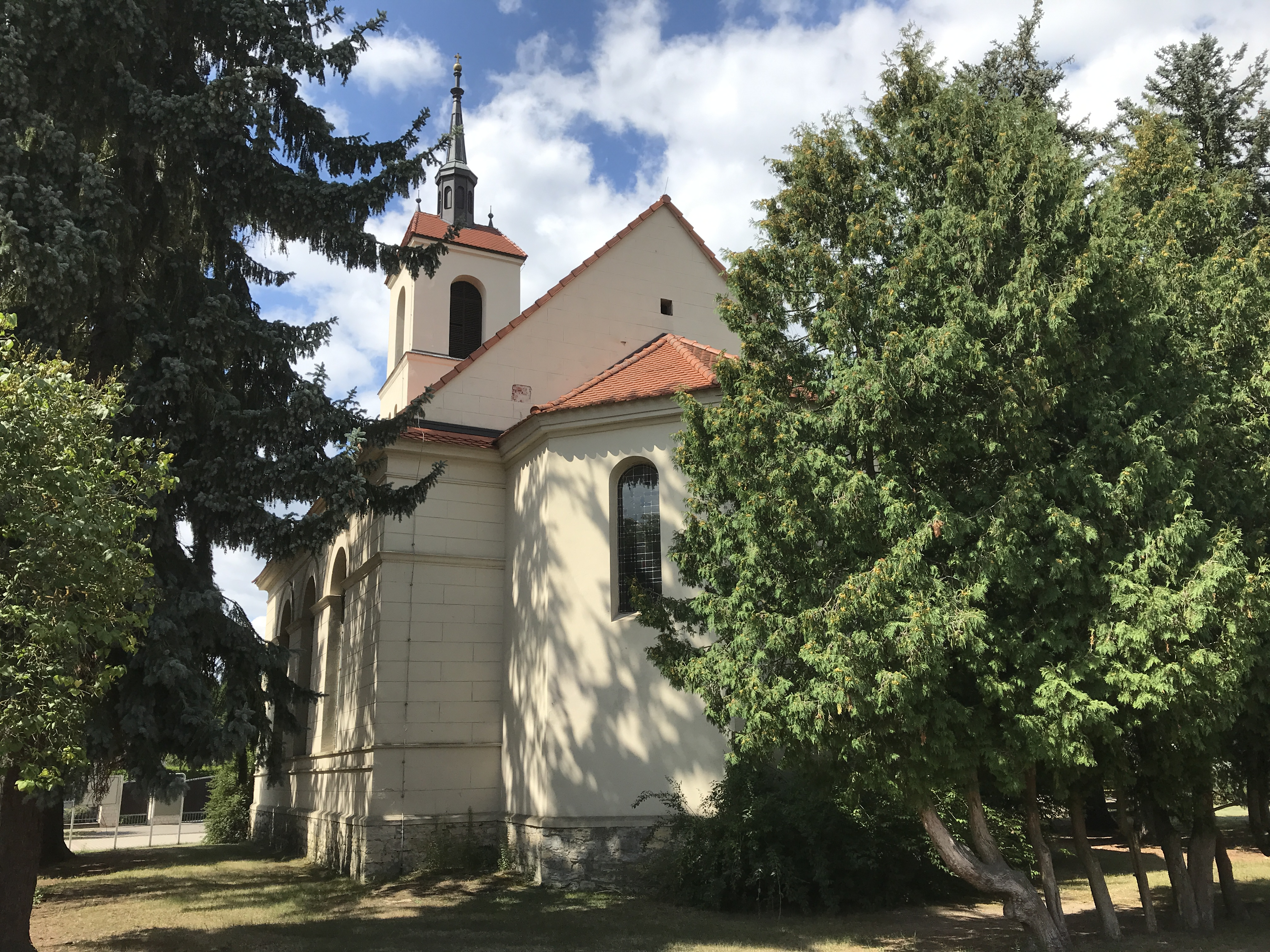
Ansicht von Südosten

Das Bauwerk wurde im Wesentlichen aus Mauersteinen errichtet, die anschließend verputzt wurden. Es steht auf einem umlaufenden Sockel aus behauenen Feldsteinen. Der Chor ist stark eingezogen und hat einen Fünfachtelschluss. Am Chorschluss sowie den beiden angrenzenden Feldern ist je ein hohes Rundbogenfenster, gefolgt von einer umlaufenden Voute am Übergang zur Dachtraufe.
Daran schließt sich nach Westen das Kirchenschiff an. Es hat einen rechteckigen Grundriss. Im Gegensatz zum Chor sind die Wände profiliert. Die Ostwand ist geschlossen. Ein erster umlaufender Fries nimmt die Höhe der Fensterbänke am Langhaus auf. Ein weiterer Fries ist in Höhe der Kämpfer angebracht. Darüber ist ebenfalls eine umlaufende Voute. Der Giebel ist bis auf eine kleine, quadratische Öffnung geschlossen. Die beiden Seiten des Langhauses sind identisch aufgebaut. Dort sind jeweils drei große Rundbogenfenster mit betontem Kämpfer und Bogensteinen. Die Westwand ist ebenfalls geschlossen, ebenso der Giebel. Das Schiff trägt ein schlichtes Satteldach.
Der zu einem späteren Zeitpunkt angefügte Westturm ist quadratisch und gegenüber dem Schiff stark eingezogen. Er kann durch ein großes Rundbogenportal von Westen her betreten werden. Darüber ist an den drei sichtbaren Seiten je eine kreisförmige, profilierte Öffnung. Das mittlere Geschoss ist durch ein umlaufendes Gesims optisch vom übrigen Baukörper getrennt. Dieses Gesims nimmt die Höhe der Voute des Kirchenschiffs auf. Im mittleren Geschoss sind zunächst je eine schmale, rundbogenförmige Öffnung, darüber je zwei Öffnungen angebracht. Über einem weiteren Gesims folgt das Glockengeschoss. Dort ist an jeder Seite eine große rundbogenförmige Klangarkade. Darauf ist ein schlichtes Pyramidendach, auf dem eine Turmhaube mit Turmkugel und Kreuz sitzt.

## Ausstattung
Die Kirchenausstattung wird im Dehio-Handbuch als „schlicht“ beschrieben und stammt aus der Bauzeit. Die polygonale Kanzel steht auf einem achteckigen Fuß. Sie ist in dunklen, pastellfarbenen Tönen gehalten, von denen sich die Brüstungsfelder in einem helleren Ton abheben. Ein Leuchterpaar aus Messing stammt aus dem Jahr 1729. Das Bauwerk ist in seinem Innern flachgedeckt, der Chor durch einen Rundbogen abgetrennt.
Auf der Empore steht eine Orgel, die Johann Gottlob Teschner im Jahr 1865 erbaute. Sie wurde 1912 von derselben Firma restauriert. Im Turm hängt eine Glocke, die Sebastian Preger aus Frankfurt (Oder) im Jahr 1598 goss.
Nördlich des Bauwerks erinnert ein Denkmal an die Gefallenen der Weltkriege.